# Bernhard Müller (Offizier)

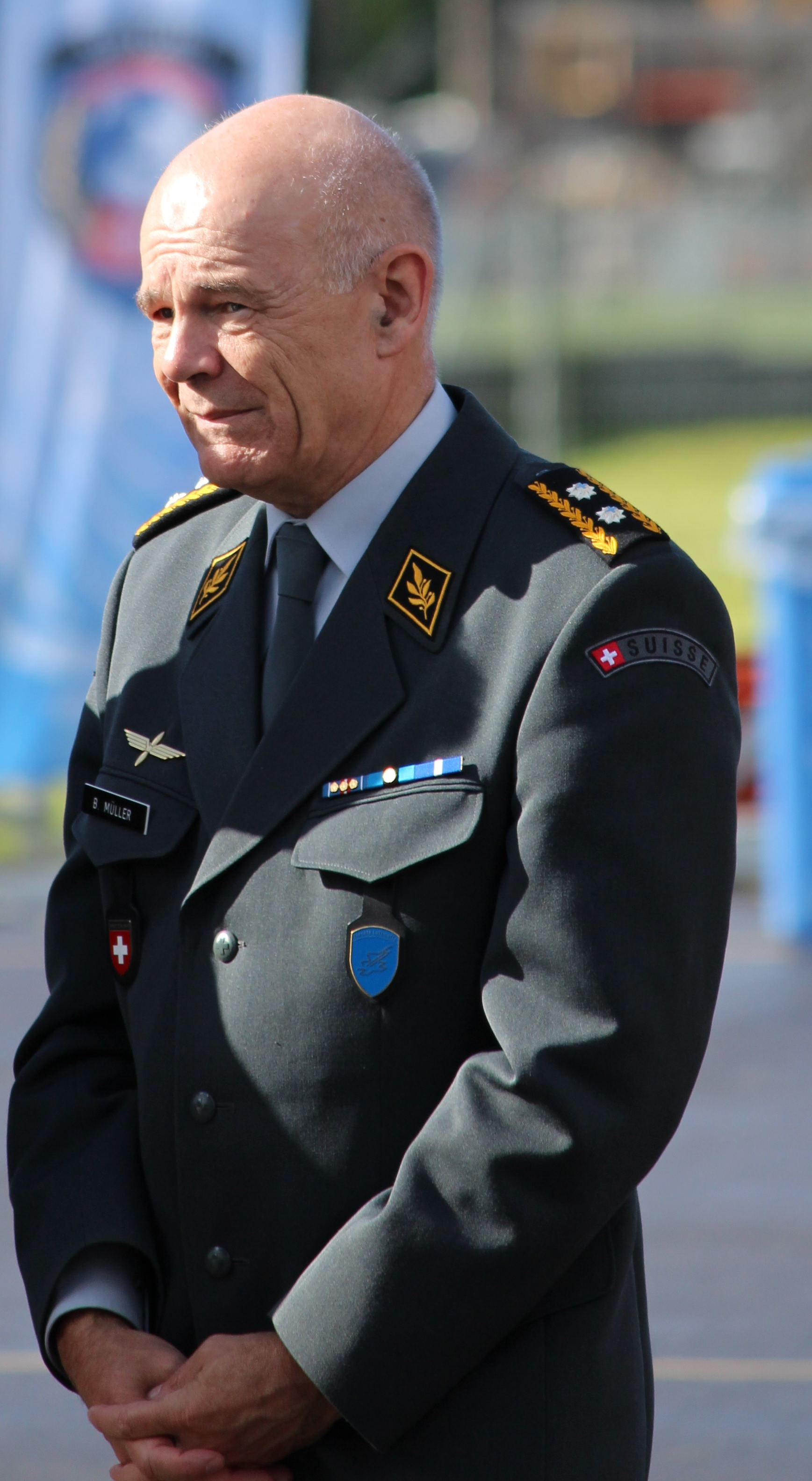
Div Bernhard Müller (2017)

Bernhard «Beni» Müller (* 9. März 1957) ist ein Schweizer Berufsoffizier (Divisionär) und  war Kommandant der Schweizer Luftwaffe.

## Leben
Müller wuchs im aargauischen Wettingen auf und besuchte dort auch das Lehrerseminar. Später absolvierte er ein Studium an der Universität Zürich.
1987 wurde er Cheffluglehrer bei der Einführung der Super Pumas. Nach verschiedenen Stationen als Berufsoffizier in der Schweizer Luftwaffe war er vom 1. April 2009 bis am 31. Dezember 2017 Chef Einsatz Luftwaffe und stellvertretender Kommandant Luftwaffe.
An seiner Sitzung vom 22. März 2017 beschloss der Bundesrat, Müller per 1. Januar 2018 als Nachfolger von Aldo C. Schellenberg zum Kommandanten der Schweizer Luftwaffe zu befördern. Anstelle von Müller wurde Werner Epper stellvertretender Kommandant Luftwaffe. Per 30. Juni 2021 trat Divisionär Müller unter Verdankung der geleisteten Dienste in den Ruhestand. Auf den 1. Juli 2021 übernahm Oberst i Gst Peter Merz, unter gleichzeitiger Beförderung zum Divisionär, die Führung der Schweizer Luftwaffe.
Von 2009 bis 2021 war Müller Mitglied im Verwaltungsrat der schweizerischen Flugsicherung Skyguide, er wurde abgelöst von seinem ehemaligen Vorgänger als Kommandant der Luftwaffe, Aldo Schellenberg.

## Militärische Funktionen
Als Miliz-Offizier hatte Bernhard Müller folgende Funktionen:
- 2001–2003: Kommandant Flugplatz Alpnach (ad hoc)
- 2000–2002: Stabschef Flieger Brigade 31
- 1993–1999: Generalstabsoffizier Stab Flieger Brigade 31
- 1989–1992: Kommandant Lufttransport Staffel 6